# Parque nacional Garganta Barron

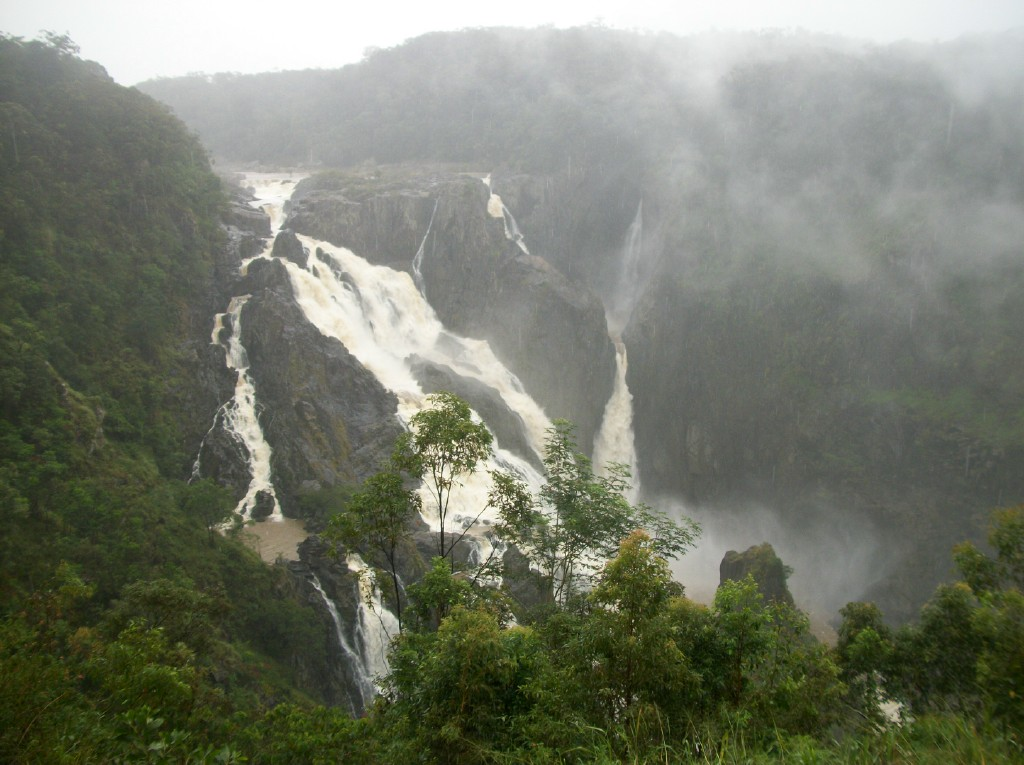
Cataratas Barron

Garganta Barron es un parque nacional en Queensland (Australia), ubicado a 1404 km al noroeste de Brisbane.

## Datos
- Área: 28 km²
- Coordenadas: 16°50′34″S 145°39′08″E / -16.84278, 145.65222
- Fecha de Creación: 1940
- Administración: Servicio para la Vida Salvaje de Queensland
- Categoría IUCN: II

Véase también:
- Zonas protegidas de Queensland